# Thelyssa callisto
Thelyssa callisto is een slakkensoort uit de familie van de Seguenziidae. De wetenschappelijke naam van de soort is voor het eerst geldig gepubliceerd in 1971 door Bayer.